# Ceferino Olivé
Ceferí Olivé i Cabré (Reus, 1907 - Barcelona, 1995) fue un pintor español, especializado en la pintura a la acuarela.

## Biografía
Ceferino Olivé estudió en la Escola Municipal de Dibuix con el maestro Tomàs Bergadà. Su pintura fue considerada innovadora por la técnica que utilizaba para producir escenas luminosas y efectos atmosféricos similares a las que hasta entonces solamente se podía hacer con el óleo. Fue un pintor paisajista, generalmente con temas mediterráneos.
Vivió la mayor parte de su vida en Reus, pero también pasó un tiempo en Barcelona, donde pintó escenas de ferrocarriles y varaderos. También trabajó por diversos países europeos.
La mayoría de sus exhibiciones fueron en Reus, Barcelona y Madrid, pero sus obras están en colecciones de Europa y América. En Madrid destaca la colección de Ángel Macazaga, con más de 30 obras de Olivé.

## Premios y reconocimientos póstumos
Ceferino Olivé es considerado uno de los mejores acuarelistas de España. Ganó la primera medalla en International Art Gallery en Londres y un premio de la Exposición de Pintura de RENFE en España. Entre los otros premios que recibió, cabe destacar:
- Premio Galería Pictoria, Barcelona, 1941
- Premio Nacional de Acuarela, 1942
- Medalla Fortuny en 1942 y en 1943
- Medalla de honor de la Exposición Nacional de Acuarela, 1947
- Creu de Sant Jordi en 1985.

Hay una calle en Reus que lleva su nombre, muy cerca del que fuera su domicilio.